# Forventningens glæde
Forventningens glæde er en dansk kortfilm fra 2004, der er instrueret af Esben Larsen.

## Handling
En kort og meget visuel film uden dialog, der er baseret på en delvist sand historie.